# Камешек (Беловский район)
Камешек — посёлок в Беловском районе Кемеровской области. Входит в состав Менчерепского сельского поселения.

## География
Центральная часть населённого пункта расположена на высоте 230 метров над уровнем моря.

## Население
По данным Всероссийской переписи населения 2010 года, в посёлке Камешек проживает 66 человек (34 мужчины, 32 женщины).